# Broncodilatador

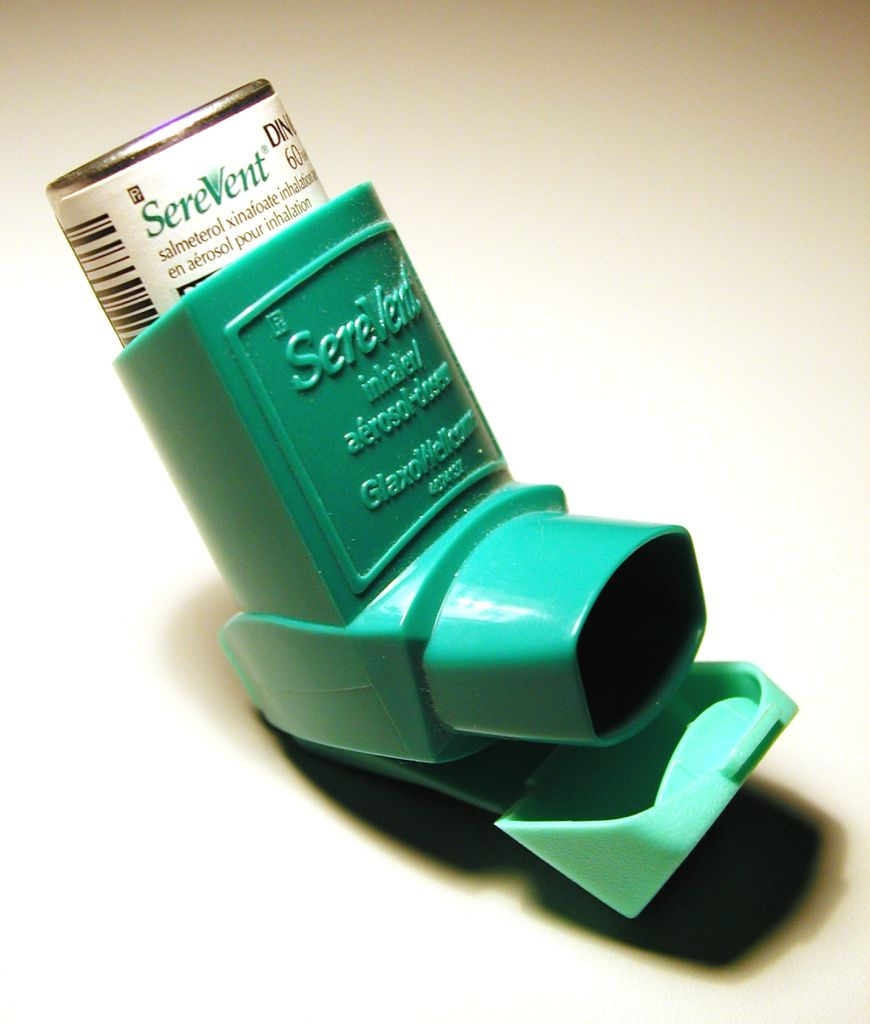
Exemplo de Broncodilador.

Broncodilatadores são as substâncias farmacologicamente ativas que promovem a dilatação dos brônquios. Os broncodilatadores são vastamente  do tratamento sintomático das doenças pulmonares restritivas, como a asma, bronquite crônica, enfisema pulmonar e o DPOC, mas sua efetividade não é comprovada.